# Wolfgang Wittelsbach (Pfalz-Zweibrücken)
Wolfgang, niem. Wolfgang von Pfalz-Zweibrücken (ur. 26 września 1526 w Zweibrücken, zm. 11 czerwca 1569 w Nexon) – hrabia-palatyn Dwóch Mostów w 1532–1569 i neuburski w 1559–1569, z dynastii Wittelsbachów.
Syn księcia Ludwika II i Elżbiety Heskiej.
Po śmierci Ludwika II w 1532, władzę w księstwie sprawował w imieniu niepełnoletniego Wolfganga regent – młodszy brat Ludwika II – Ruprecht. Regencja ta trwała do 1543. W 1548 cesarz Karol V Habsburg w imię działań kontrreformacyjnych zajął protestancki Palatynat-Zweibrücken. Okupacja ta zakończyła się po tzw. powstaniu protestanckich książąt (niem. Fürstenaufstand) w 1552. W 1557 na mocy rodzinnej umowy z Heidelbergu, Wolfgang otrzymał terytorium Palatynatu-Neuburga, którym do tej pory rządził Otto Henryk Wittelsbach. Konflikty religijne zakończono podpisaniem pokoju augsburskiego w 1555 r.
Od 1566 Wolfgang Wittelsbach służył jako oficer kawalerii w czasie wojny z imperium osmańskim. W 1569 powrócił i udał się na wojnę religijną we Francji. Wspierał hugenotów na czele 14 tysięcy najemników opłacanych przez angielską królową Elżbietę I. W roku 1569 próbował najechać Burgundię, ale zginął w czasie tej wyprawy. Został pochowany w Meisenheim.
W 1545 ożenił się z Anną Heską, córką landgrafa Hesji Filipa Wielkodusznego (1504-1567) i Krystyny, księżniczki saksońskiej (1505-1549). Para miała 13 dzieci:
- Krystynę (1546–1619)
- Filipa Ludwika (1547–1614) – hrabiego palatyna i księcia Palatynatu-Neuburg
- Jana (1550–1604) – hrabiego palatyna i księcia Palatynatu-Zweibrücken
- Dorotę (1551–1552)
- Elżbietę (1553–1554)
- Annę (1554–1576)
- Elżbietę (1555–1625)
- Otto Henryka (1556–1604) – hrabiego palatyna i księcia Palatynatu-Sulzbach
- Fryderyka (1557–1597) – hrabiego palatyna i księcia Palatynatu-Zweibrücken-Vohenstrauss-Parkstein
- Barbarę (1559–1618)
- Karola (1560–1600) – hrabiego palatyna i księcia Palatynatu-Zweibrücken-Birkenfeld
- Marię (1561–1629)
- Zuzannę (1564–1565)